# Sèvre Niortaise
Sèvre Niortaise – rzeka w zachodniej Francji. Wypływa z departamentu Deux-Sèvres niedaleko miejscowości Sepvret (na północ od Melle). Przepływa przez następujące departamenty i miasta:
- Deux-Sèvres: Saint-Maixent-l’École, Niort
- Wandea: Damvix
- Charente-Maritime: Marans

Uchodzi do Oceanu Atlantyckiego.